# El baño
El baño è un singolo del cantante spagnolo Enrique Iglesias, pubblicato il 12 gennaio 2018.
Il singolo ha visto la collaborazione del rapper portoricano Bad Bunny.

## Video musicale
Il video musicale è stato pubblicato il 12 gennaio 2018 sul canale Vevo-YouTube del cantante.

## Successo commerciale
Il singolo ha raggiunto la posizione #50 della classifica italiana ufficiale FIMI.